# R-12 드비나
R-12 드비나는 소련의 준중거리 탄도 미사일이다. 1962년 쿠바 미사일 위기로 유명하다. NATO명은 SS-4 샌들이다.

## 역사

### 쿠바 미사일 위기

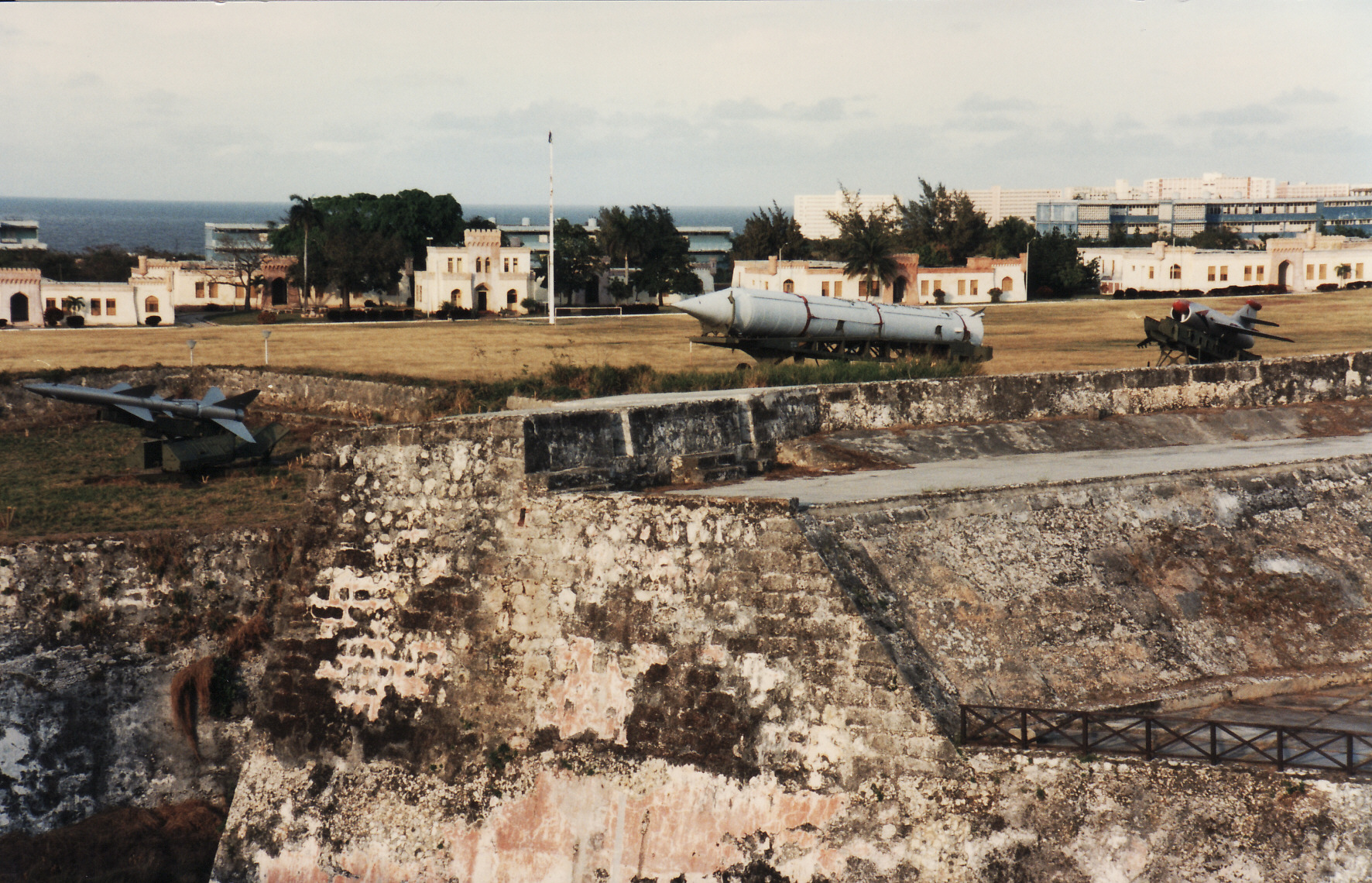
1997년 쿠바 수도 아바나의 R-14

1962년 9월 8일 첫번째 R-12 MRBM이 쿠바에 도착했다. 9월 16일 2차분이 도착했다. 사거리 2,000 km, 1단 저장성 액체 추진제 MRBM으로 트럭에서 발사된다. 소련은 6개의 R-12 미사일 발사대를 건설했다. 그리고 3개의 R-14 IRBM 발사대도 건설했다. 사거리 4,500 km이다.

## 발사대기상태
4단계
미사일이 행거에 보관되어 있다. 자이로스코프와 탄두가 분리되어 있다. 액체연료가 비어있다. 7년간 보관할 수 있다. 발사하는데 3시간 25분이 걸린다.
3단계
미사일이 행거에 보관되어 있다. 자이로스코프와 탄두가 연결되어 있다. 3년간 보관할 수 있다. 발사하는데 2시간 20분이 걸린다.
2단계
미사일이 엘레베이터로 미사일을 올려놓았다. 자이로스코프가 작동을 시작했다. 최초 목표물 데이터가 입력되었다. 액체연료탱크가 미사일 옆에 서있다. 3개월간 보관할 수 있다. 발사하는데 1시간 걸린다.
1단계
미사일에 액체연료가 주입되고, 수직으로 지상에 세워져 있다. 1개월간 보관할 수 있다. 발사하는데 30분 걸린다.

## 같이 보기
- 1962년 쿠바 미사일 위기
- R-14 추소바야
- 퍼싱 II